# Casillas de Chicapierna
Casillas de Chicapierna es una pedanía (también llamado anejo) del municipio Becedillas, en el sur de la provincia de Ávila, comunidad autónoma de Castilla y León, España.

## Demografía
| MUNICIPIO        | ENTIDAD                 | NÚCLEO DE POBLACIÓN     | PADRÓN 2016 | POBLACIÓN ESTACIONAL MÁXIMA | ALTITUD | VIVIENDAS FAMILIARES | PLAZAS HOTELERAS | PLAZAS DE TURISMO RURAL | ACCESIBILIDAD |
| MUNICIPIO        | ENTIDAD                 | NÚCLEO DE POBLACIÓN     | Habitantes  | Habitantes                  | m       | nº                   | nº               | nº                      | ACCESIBILIDAD |
| ---------------- | ----------------------- | ----------------------- | ----------- | --------------------------- | ------- | -------------------- | ---------------- | ----------------------- | ------------- |
| BECEDILLAS       | BECEDILLAS              | BECEDILLAS              | 99          | 350                         | 1063    | 128                  | 0                | 0                       | NO            |
| BECEDILLAS       | CASILLAS DE CHICAPIERNA | CASILLAS DE CHICAPIERNA | 10          | 85                          | 1145    | 39                   | 0                | 0                       | NO            |
| TOTAL NÚCLEO     |                         |                         | 109         | 470                         |         | 167                  | 0                | 0                       |               |
| TOTAL DISEMINADO |                         |                         | 0           | 0                           |         | 0                    | 0                | 0                       |               |
| TOTAL MUNICIPIO  |                         |                         | 109         | 435                         |         | 167                  | 0                | 0                       |               |

Evolución población desde el año 1900 de Becedillas-Casillas de Chicapierna.

## Situación
Casillas de Chicapierna está situada en la comarca Barco-Piedrahíta (Valdecorneja). Concretamente en la carretera que une Becedillas con Collado del Mirón (AV-P-646), a 1.5 km del primero y a dos del segundo, a 70 km de Ávila.

## Población
Casillas de Chicapierna es un pueblo tranquilo, anejo de Becedillas. En los últimos años se están construyendo una buena cantidad de casas nuevas y el turismo rural parece haber llegado al pueblo para quedarse. Pueblo donde pasar las vacaciones en armonía con la naturaleza, absoluta tranquilidad.
Los habitantes del pueblo se dedican a la ganadería y la agricultura en su mayoría.
Cercana a poblaciones grandes como Piedrahíta, Barco de Ávila, Alba de Tormes, Guijuelo. Y a la misma distancia (casi) de Ávila o Salamanca.
Posee su propia página de Facebook desde el año 2017.
https://www.facebook.com/CasillasdeChicapierna/

## Fiestas.

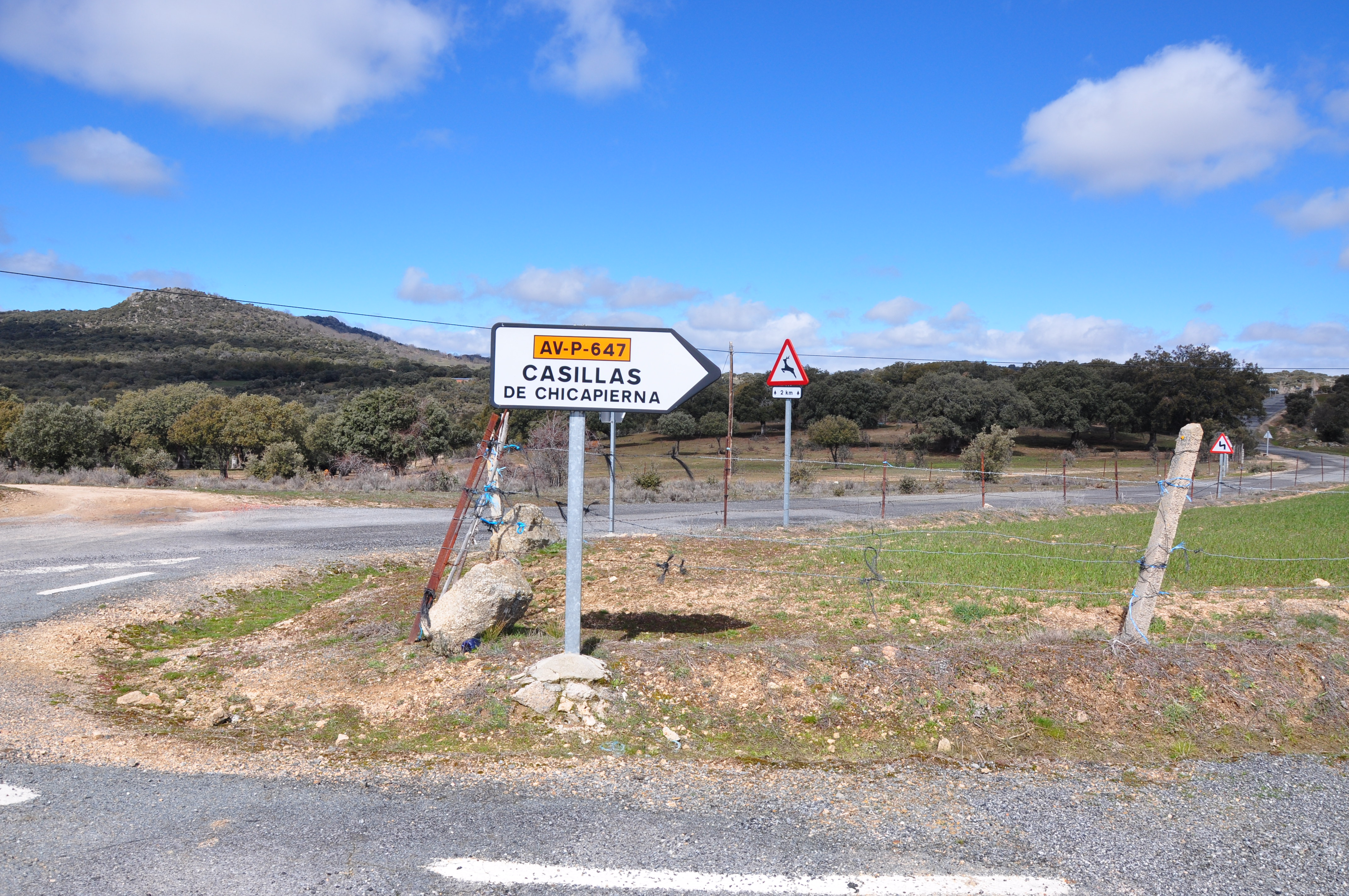
Cartel indicador

Las fiestas del pueblo son el 24 de junio, fiestas patronales de San Juan, donde se realiza una pequeña romería por el pueblo y se organiza una comida y baile en un ambiente muy familiar.
Otra fecha señalada en su calendario es del 13 al 15 de agosto las fiestas de Becedillas, al cual pertenece como anejo, y donde las dos poblaciones se unen en una sola.
Al ser anejo de Becedillas se celebra la fiesta de santa Bárbara el día 4 de diciembre y ese día se traslada a Santa Bárbara desde la ermita a la Iglesia de Nuestra señora de la Asunción. 
El día 3 de mayo se traslada a Santa Bárbara desde la Iglesia a la ermita y en el trayecto se bendicen los campos para que ese año tengan buenas cosechas.

## Contacto Ayuntamiento
Teléfono: 920364504
Web: www.becedillas.es
Correo electrónico: becedillas @ diputacionavila.es
Dirección: C/ Pilon, nº 24, 05153 Becedillas, Ávila